# Edward Higgins White
Edward Higgins "Ed" White II (n. 14 noiembrie 1930, San Antonio, Texas, SUA – d. 27 ianuarie 1967, Cape Kennedy Air Force Station⁠(d), Florida, SUA) (Locotenent-colonel, USAF), a fost un inginer aeronautic american, ofițer al U.S. Air Force, pilot de încercare și astronaut NASA. La 3 iunie 1965, el a devenit primul american care a ieșit în spațiu, desfășurând o activitate extravehiculară. White a murit împreună cu colegii astronauți Gus Grissom și Roger B. Chaffee în timpul unui test și exercițiu de antrenament desfășurat la 27 ianuarie 1967 pentru misiunea Apollo 1 la baza Cape Kennedy Air Force Station din Florida, atunci când modulul de comandă al rachetei (CM-012) a fost distrus de un incendiu. A fost decorat cu Medalia NASA pentru merite deosebite pentru zborul său în misiunea Gemini 4 și apoi i s-a acordat post-mortem Medalia de Onoare a Congresului pentru activități spațiale.